# Adam Jan Stupnicki
Adam Jan Stupnicki (ur. 12 grudnia 1898 w Krakowie, zm. 9 sierpnia 1987 w Pyrach k. Warszawy) – metalurg, dyrektor huty "Piłsudski" w Chorzowie, organizator odbudowy hutnictwa, wykładowca akademicki.

## Życiorys
Urodził się 12 grudnia 1898 w Krakowie, w rodzinie drobnego przedsiębiorcy budowlanego. W 1917 ukończył szkołę realną oraz został powołany do służby w armii austro-węgierskiej. Przed zakończeniem I wojny światowej, w listopadzie 1918 dostał się do niewoli włoskiej. Po uwolnieniu przedostał się do Francji oraz wstąpił do Armii Polskiej gen. Józefa Hallera. Wraz z armią powrócił do Polski.
W 1920 zwolniony do cywila, w 1921 ukończył kurs spółdzielczy przy Studium Rolniczym Uniwersytetu Jagiellońskiego, następnie przez rok pracował w banku.
W 1922 podjął studia na Wydziale Hutniczym Akademii Górniczej w Krakowie, w 1929 obronił pracę z odlewnictwa i uzyskał tytuł inżyniera metalurga. Jeszcze w trakcie studiów podjął pracę jako inżynier ruchu odlewni żeliwa w hucie "Katarzyna" w Sosnowcu, gdzie pracował do 1928. W 1929 podjął pracę jako inżynier ruchu w stalowni huty "Florian" w Świętochłowicach, po trzech latach objął takie samo stanowisko na walcowni w tej hucie. Od 1935 kierownik walcowni huty "Piłsudski" (później przemianowanej na "Kościuszko") w Chorzowie. Dzięki jego wysiłkom, walcownia jako pierwsza w kraju rozpoczęła produkcję 30 metrowych szyn dla Polskich Kolei Państwowych. Współautor nowatorskiej technologii produkcji podkładek do tych szyn, zaaprobowanej przez Ministerstwo Komunikacji oraz wdrożonej następnie we wszystkich hutach w kraju. W 1938 mianowany dyrektorem huty, noszącej już wówczas nazwę "Kościuszko".
Przed wybuchem II wojny światowej, we wrześniu 1939 kierował ewakuacją pracowników oraz urządzeń huty na wschód, do Baranowicz. Po wkroczeniu wojsk radzieckich 17 września 1939, wraz z grupą pracowników zatrzymał się w okupowanym przez Sowietów Lwowie. Wskutek ustaleń niemiecko-rosyjskich, wiosną 1940 grupa pracowników huty powróciła na Śląsk, ale on wraz z rodziną przeniósł się do Krakowa. Podczas okupacji przebywał w okolicach Węgrowa, pracował w Fabryce Maszyn Rolniczych "Baczki" w Łochowie, kierował odlewnią Fabryki Maszyn Rolniczych "Ostrówek" w Ostrówku.
Po zakończeniu niemieckiej okupacji Śląska, w lutym 1945 powrócił do Chorzowa oraz podjął pracę w Centralnym Zarządzie Przemysłu Hutniczego. Po kilku tygodniach mianowany dyrektorem huty "Kościuszko" w Chorzowie. Niespełna miesiąc później doprowadził do uruchomienia wszystkich oddziałów produkcyjnych. Z początkiem 1946 huta osiągnęła ok. 70% wielkości produkcji przedwojennej.
Od 1945 pełnił obowiązki kierownika Katedry Maszyn Hutniczych na Wydziale Hutniczym Akademii Górniczej w Krakowie; wykładał przeróbkę plastyczną oraz mechanizację hutnictwa.
W marcu 1946, w ramach politycznej akcji rugowania ze stanowisk przedstawicieli przedwojennej inteligencji, aresztowany pod pretekstem nadużyć popełnionych przez podległych mu pracowników. Skierowany na rok do obozu pracy przymusowej w Jaworznie. Zwolniony pod koniec grudnia 1946, po odbyciu 2/3 kary, w jego obronie interweniował ówczesny rektor Akademii Górniczej, Rada Zakładowa huty oraz koledzy z pracy.
Po zwolnieniu z obozu pracy, pierwsze dwa miesiące przepracował jako konstruktor w biurze technicznym w Gliwicach. Od marca tego roku pracownik Centralnego Zarządu Przemysłu Hutniczego, pod kilku dniach przeniesiony do pracy w Ministerstwie Przemysłu i Handlu, jako starszy inspektor i kierownik referatu Przemysłu Ciężkiego w Wydziale Produkcji Departamentu Planowania. Od 1949 na takim samym stanowisku w Departamencie Techniki Ministerstwa Przemysłu Ciężkiego.
Pod koniec października 1951 aresztowany podczas podróży służbowej pod pretekstem naruszenia tajemnicy państwowej. Skazany przez Sąd Rejonowy w Warszawie na cztery lata więzienia za sporządzenie notatek podczas pracy jako rzeczoznawca hutniczy dla Banku Gospodarstwa Krajowego. W kwietniu 1954 zwolniony z więzienia. Po odwilży politycznej po październiku 1956 złożył wniosek o rehabilitację, Pod koniec listopada 1957 został sądownie uniewinniony, przyznano mu także odszkodowanie finansowe.
Od maja 1953, po wyjściu z więzienia, pracował w Państwowych Wydawnictwach Szkolnictwa Zawodowego jako starszy redaktor w redakcji hutniczej. Przygotowywał do druku podręczniki z hutnictwa i obróbki metali dla uczniów szkół zawodowych.
W połowie sierpnia 1956 powrócił do pracy w Ministerstwa Przemysłu Ciężkiego jako kierownik zespołu w Departamencie Techniki Hutniczej. Dzięki jego wysiłkom zwiększono oszczędności stali oraz powiększono asortyment produkowanych wyrobów walcowanych. Opracował nowatorską technologię form z materiałów ogniotrwałych do termitowego spawania połączeń szynowych torów kolejowych. Pracował także w ministerialnej Komisji Wynalazczości.
W 1966 przeszedł na emeryturę, ale był jeszcze aktywny zawodowo przez kilka następnych lat. Do marca 1971 doradca dyrektora technicznego huty "Warszawa". Następnie członek Spółdzielni Pracy Usług Technicznych Inżynierów i Techników Emerytów "Wspólnota", m.in. opracowującej ekspertyzy dla huty "Warszawa" oraz huty im. Lenina w Nowej Hucie (Kraków).
Od 1961 redaktor działu w czasopiśmie branżowym "Hutnik".
Zmarł 9 sierpnia 1987, pochowany na cmentarzu parafialnym w Pyrach k. Warszawy.

## Odznaczenia
Odznaczony m.in. Krzyżem Kawalerskim Orderu Odrodzenia Polski (1967), Odznaką Honorową "Zasłużony pracownik państwowy", Odznaką Honorową Akademii Górniczo-Hutniczej w Krakowie za zasługi położone dla rozwoju uczelni.